# Горчилин, Александр Павлович
Алекса́ндр Па́влович Горчи́лин (род. 3 марта 1992, Москва) — российский актёр и режиссёр. Актёр театра «Гоголь-центр» (до 2022). Получил известность в подростковом возрасте после исполнения ролей в телесериалах «Папины дочки» и «Атлантида». В 2018 году дебютировал как кинорежиссёр с полнометражной картиной «Кислота».

## Биография
Родился в Москве, рос в семье без отца. Учился в физико-математическом классе школы № 649. Параллельно с занятиями в школе посещал Детский музыкальный театр юного актёра. За плохое поведение был исключён из школы после 9 класса. Подделав аттестат, поступил в театральный вуз, но поскольку обман с аттестатом раскрылся, вынужден был закончить вечернюю школу и затем поступать снова.
Играл в мюзикле «Норд-Ост» на сцене Театрального центра на Дубровке, тогда же впервые снялся в рекламном видеоролике конфет «Скитлс». Снимался в киножурнале «Ералаш» (эпизоды «Научный спор», «Гоголь-моголь», «Каскадёр»). Участвовал в озвучивании фильмов «Сволочи» и «Герои».
С 2006 года начал карьеру киноактёра с роли в комедийном телесериале «Трое сверху». В 2008 году поступил в Школу-студию МХАТ, на курс Кирилла Серебренникова («Седьмая студия»). В 2012 году окончил Школу-студию и был принят в труппу «Гоголь-центра».
Параллельно с карьерой актёра, с 2015 года пробовал себя в режиссуре: снял короткометражную ленту «Русские сказки» и документальный кинофильм #комунарусижитьхорошо, посвящённый подготовке театральной труппы «Гоголь-центра» к постановке спектакля по одноимённому произведению Н. Некрасова. В 2017 году вышел фильм «Блокбастер», в котором актёр сыграл одну из ролей, однако сцены с ним не вошли в финальную версию монтажа. Дебютировал в игровом кино с фильмом «Кислота», получившим в 2018 году приз конкурса «Кинотавр. Дебют». Осенью того же года принял участие в концерте-посвящении Юрию Чернавскому «Возвращение на Банановые острова», исполнив песню «Здравствуй, мальчик Бананан». 

## Театральные роли
Театральный центр на Дубровке
- Саша Григорьев, Ромашов — «Норд-Ост», В. Каверин «Два капитана» (реж. Алексей Иващенко и Георгий Васильев)

Центр современного искусства «Винзавод»
- Автор — «Герой нашего времени» М. Лермонтова (реж. Кирилл Серебренников)
- Люцифер — «Cain/Каин» Дж. Байрона (реж. Кирилл Серебренников)
- «Красная ветка [поэзия мегаполиса]» (реж. Женя Беркович, Александр Сазонов, Илья Шагалов, Максим Мышанский)

«Гоголь-центр»
- Позитив — «Отморозки» З. Прилепина и К. Серебренникова (реж. Кирилл Серебренников)
- «Феи» Р. Шено (реж. Давид Бобе)
- Банкир — «Охота на Снарка» Л. Кэрролла (реж. Кирилл Серебренников)
- Орфей — «Метаморфозы» Овидия и В. Печейкина (реж. Давид Бобе и Кирилл Серебренников)
- Приёмыш, Миляга/Лев — «Сон в летнюю ночь» У. Шекспира и В. Печейкин (реж. Кирилл Серебренников)
- Пиксель — «Идиоты» Л. ф. Триера и В. Печейкина (реж. Кирилл Серебренников)
- Хенсен — «Пробуждение весны» Ф. Ведекинда, С. Сейтера и Д. Шейка (реж. Кирилл Серебренников и Алексей Франдетти)
- Могильщик — «Гамлет» У. Шекспира (реж. Давид Бобе)
- Вестник — «Медея» Еврипида (реж. Владислав Наставшев)
- Григорий Зайцев — «(М)ученик» М. ф. Майенбурга (реж. Кирилл Серебренников)
- Ваня — «Маленький герой» В. Печейкина (реж. Илья Шагалов)
- Художник Тутин — «Хармс. Мыр»
- Птенчик, Адам / Мужики — «Кому на Руси жить хорошо» Н. Некрасова
- Мужчина № 3 — «Иоланта / opus»
- Актёр — «Машина Мюллер»
- Полицейский, Человек без уха — «Маяковский. Трагедия»
- Альцест — «Мизантроп» Мольера
- Сергей — «Идиоты»

Театр «Практика»
- мужчина — «Созвездия»

## Фильмография

### Актёр
| Год       |     | Название                       | Роль                                          |  |
| --------- | --- | ------------------------------ | --------------------------------------------- |  |
| 2006—2007 | с   | Трое сверху                    | Альберт Анатольевич                           |  |
| 2007—2013 | с   | Папины дочки                   | Женя Захаров                                  |  |
| 2007      | с   | Атлантида                      | Максим Андреев в детстве                      |  |
| 2007      | ф   | Дважды в одну реку             | Олежка                                        |  |
| 2009      | с   | Морской патруль 2              | Костя                                         |  |
| 2012      | ф   | День учителя                   | сын                                           |  |
| 2013      | ф   | Песочница слона                | Имя персонажа не указано                      |  |
| 2014      | ф   | Да и да                        | Антонин                                       |  |
| 2014      | ф   | Без кожи                       | абитуриент                                    |  |
| 2015      | с   | Закон каменных джунглей        | Иван                                          |  |
| 2015      | ф   | Русские сказки                 | Имя персонажа не указано                      |  |
| 2016      | ф   | Городские птички               | Имя персонажа не указано                      |  |
| 2016      | ф   | Ученик                         | Григорий Зайцев                               |  |
| 2016      | ф   | Зоология                       | стилист                                       |  |
| 2016      | с   | Дневник Луизы Ложкиной         | Иван, парень Татули, студент                  |  |
| 2016      | ф   | Хит                            | Саша                                          |  |
| 2016      | кор | Молодогвардейцев, 32           | Имя персонажа не указано                      |  |
| 2018      | кор | Гармония                       | Рома                                          |  |
| 2018      | ф   | Лето                           | Панк (прототип — Андрей Панов)                |  |
| 2019      | с   | Ханна                          | Arvo, польский дровосек                       |  |
| 2020      | с   | амроН                          | дрэг-квин                                     |  |
| 2020      | ф   | Кто-нибудь видел мою девчонку? | Сергей                                        |  |
| 2020      | с   | Псих                           | Костя                                         |  |
| 2021      | с   | Happy End                      | Макс                                          |  |
| 2021      | ф   | Мама, я дома                   | Назаров                                       |  |
| 2021      | ф   | Икария                         | Филипп                                        |  |
| 2021      | ф   | Жена Чайковского               | Анатолий Брандуков                            |  |
| 2022      | с   | Последний министр              | Андрей Петрович (прототип — Андрей Звягинцев) |  |
| 2022      | ф   | Клипмейкеры                    | Гриша Византийский                            |  |
| 2023      | с   | Блеск                          | Леонидов в молодости                          |  |

### Режиссёр
- 2015 — #комунарусижитьхорошо (документальный)
- 2015 — Русские сказки (короткометражный документальный)
- 2018 — Кислота
- 2021 — Холодно (короткометражный)[10]

## Дубляж
| Год       |    | Русское название                   | Оригинальное название              | Роль                               |
| --------- | -- | ---------------------------------- | ---------------------------------- | ---------------------------------- |
| 2007—2010 | с  | Ханна Монтана (сезоны 1-3)         | Hannah Montana                     | Джексон Стюарт (Джейсон Эрлз)      |
| 2007      | ф  | Классный мюзикл                    | High School Musical                |                                    |
| 2008      | ф  | Классный мюзикл: Выпускной         | High School Musical 3: Senior Year | Джимми «Ракета» Зара (Мэтт Прокоп) |
| 2009—2010 | мс | Финес и Ферб (сезон 2, серии 1-18) | Phineas and Ferb                   | Финес Флинн, Ферб Флетчер          |
| 2013      | ф  | Ромео и Джульетта                  | Romeo and Juliet                   | Бенволио (Коди Смит-Макфи)         |
| 2021      | мф | Лука                               | Luca                               | Эрколе Висконти                    |

## Награды и номинации
- 2017 — Номинация на премию «Ника» за лучшую мужскую роль второго плана («Ученик»)
- 2019 — Номинация на премию «Ника» за лучшую мужскую роль второго плана («Лето»)
- 2019 — Номинация на премию «Ника» в категории «Открытие года» («Кислота»)
- 2019 — премия «Сделано в России — 2019» от журнала «Сноб» — номинация «Кино». Фильм «Кислота»[13]